# Carmania (Schiff)
Die Carmania (I) war ein 1905 in Dienst gestellter Transatlantikliner der britischen Reederei Cunard Line, der im Ersten Weltkrieg als Hilfskreuzer eingesetzt wurde. Nach dem Krieg war sie wieder im Passagierverkehr tätig, bis sie 1931 außer Dienst gestellt und im darauffolgenden Jahr in Blyth abgewrackt wurde.

## Das Schiff

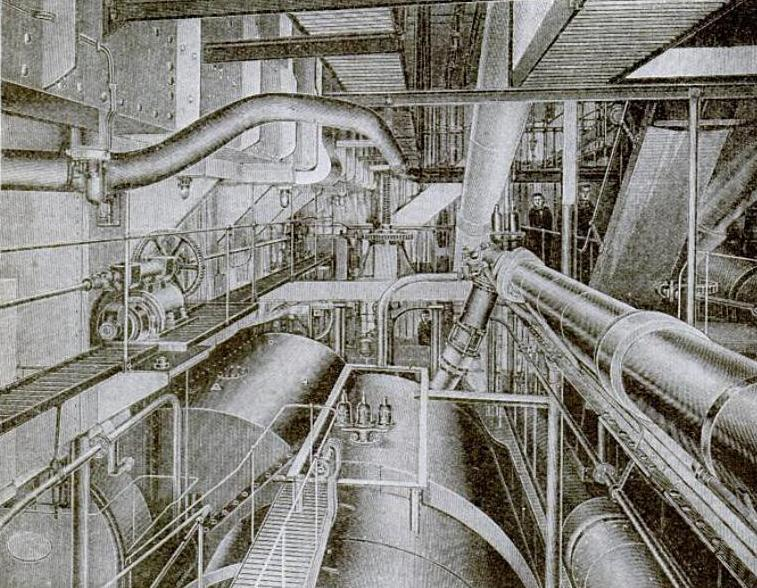
Der Maschinenraum

Das Schiff lief am 21. Februar 1905 bei John Brown & Company in Clydebank von Stapel und trat seine Jungfernfahrt am 2. Dezember 1905 an. Als die Carmania und ihr Schwesterschiff, die Caronia (I), als Royal Mail Ship den Liniendienst zwischen Liverpool und New York aufnahmen, waren sie die größten Schiffe der Cunard-Flotte.
Nach Ausbruch des Krieges wurde die Carmania von der britischen Royal Navy in Liverpool zum Hilfskreuzer umgerüstet und unter dem Kommando von Kapitän Noel Grant in die Karibik beordert, um dort und im nördlichen Südatlantik zu patrouillieren. Am Morgen des 14. September entdeckte sie den deutschen Hilfskreuzer Cap Trafalgar, ebenfalls ein ehemaliger Passagierdampfer, beim Kohlen vor der brasilianischen Insel Trindade. Die beiden Schiffe lieferten sich dann einen erbitterten Kampf, bei dem beide Seiten schwere Schäden durch Artillerieeinschläge und Feuer erlitten. Als die Brände auf der Carmania außer Kontrolle zu geraten schienen, drehte die Cap Trafalgar abrupt ab und ließ ihre Rettungsboote zu Wasser. Das deutsche Schiff entwickelte in kürzester Zeit Schlagseite und begann zu sinken. Ein Treffer unter der Wasserlinie hatte mehrere Schotts zum Einbruch gebracht. Die zwei Kohlenschiffe (Pontos und Eleonore Woermann), die mit ihr vor Trindade gelegen hatten, bargen 279 Mann der Besatzung und brachten sie nach Montevideo; 51 Mann kamen bei dem Gefecht oder beim Untergang ums Leben, darunter der Kommandant, Korvettenkapitän Wirth.

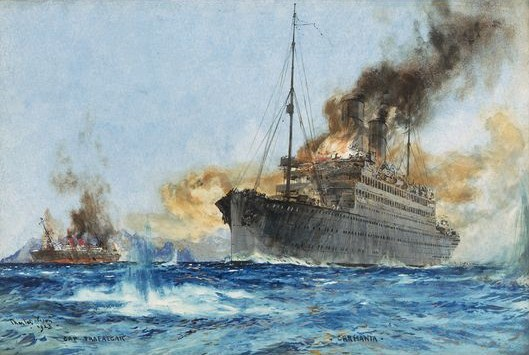
Versenkung der Cap Trafalgar (Bild von Charles Dixon, 1923)

Die Carmania war ebenfalls in sehr schlechter Verfassung – mit schwerer Schlagseite, Wasser im Schiff, in Brand, und mit neun Toten und vielen Verwundeten. Der kurz darauf am Schauplatz erscheinende deutsche Hilfskreuzer Kronprinz Wilhelm, herangeführt durch die gefunkten Positionsangaben der Cap Trafalgar, hätte ihr wohl ein Ende bereiten können, fürchtete jedoch eine Falle, da die Funksprüche der Carmania wohl auch britische Kriegsschiffe herbeigerufen hatten. Die Kronprinz Wilhelm drehte daher ab, ohne einen Schuss zu feuern, und suchte das Weite.
Die Carmania wurde am nächsten Tag von anderen Schiffen der Royal Navy nach Pernambuco geleitet. Sie wurde in Gibraltar repariert und danach im Raum Portugal und atlantische Inseln eingesetzt. 1916 war sie als Truppentransporter an dem Versuch, in Gallipoli zu landen und die Dardanellen zu durchbrechen, beteiligt. Danach diente sie bis zum Kriegsende als Truppentransporter und schließlich nach Kriegsende zum Heimtransport kanadischer Soldaten.
Von 1920 an fuhr sie wieder im Passagierliniendienst. Trotz Modernisierung 1923 war sie dann doch zu veraltet und wurde 1932 abgewrackt.